# وربووو (ولادیچین خان)
وربووو (به صربی: Vrbovo) یک منطقهٔ مسکونی در صربستان است که در ولادیچین خان واقع شده‌است. وربووو ۳۵۷ نفر جمعیت دارد.